# Samuel Lewis Penfield
Samuel Lewis Penfield, född 16 januari 1856 i Catskill, New York, död 12 augusti 1906 i Woodstock, Connecticut, var en amerikansk mineralog.
Penfield studerade ursprungligen kemi, men övergick senare till mineralogi och blev 1888 professor i detta ämne vid Sheffield Scientific School, Yale University i New Haven, Connecticut. Han publicerade en rad viktiga avhandlingar, särskilt om olika minerals sammansättning och kristallformer.